# Philippe Woltz
Philippe Woltz ( n. 1940) es un botánico francés. Se especializa en gimnospermas, desarrollando actividades académicas en el Laboratorio de Morfogénesis vegetal, en la Universidad de Aix y de Marsella.

## Algunas publicaciones
- w.t. Sinclair, r.r. Mill, m. Möller, m.f. Gardner, philippe Woltz, t. Jaffré, j. Preston, m. Hollingsworth, a. Ponge. 2002. Evolutionary relationships of the New Caledonian heterotrophic conifer, Parasitaxus usta (Podocarpaceae), inferred from chloroplast trnL-F intron / spacer and nuclear rDNA ITS2 sequences. Plant Syst. Evol. 233: 79-104

- ruth a. Stockey, helen Ko, philippe Woltz. 1992. Cuticle Micromorphology of Falcatifolium de Laub. (Podocarpaceae). 13 pp.

- philippe Woltz. 1986. Les Podocarpus (s.l.): origines et évolution : études des plantules ; comparaison avec les familles de conifères de l'Hemisphère sud ; Etude sur les correlations contrôlant la croissance et la morphogenèse chez les végétaux ligneux : Gleditsia triacanthos L. et Quercus petraea Matt. Editor Université d'Aix-Marseille III, 440 pp. ISBN 2737500001

- ----------------------. 1985. Place des gymnospermes endémiques des Adnes méridionales dans la végétation du Chili. Lazaroa 8: 293-3/4

- ----------------------. 1983. Lettre botanique de l'hémisphère sud: remarques sur les gymnospermes du Chili (mission dirigée sur le terrain par le professeur Rodolfo Gajardo). Editor Université d'Aix-Marseille 3, 98 pp.

- ----------------------. 1979. La dérive de Madagascar: l'origine gondwanienne des Podocarpus ... 404 pp.

- ----------------------. 1967. Le Cycas malgache. Travaux du Laboratoire forestier de Toulouse: Articles divers 6. Editor Faculté des sciences, 31 pp.

- La abreviatura «Woltz» se emplea para indicar a Philippe Woltz como autoridad en la descripción y clasificación científica de los vegetales.[1]